# Golfe de Finlande
Le golfe de Finlande (en finnois : Suomenlahti, en russe : Финский залив, en suédois : Finska viken, en estonien : Soome laht) est un bras oriental de la mer Baltique séparant la Finlande (au nord) de l'Estonie (au sud). Le delta de la Neva, au fond de ce golfe à l'est, offre une ouverture maritime à la Russie.
Plusieurs grandes villes sont en bordure du golfe : Tallinn, Helsinki et Saint-Pétersbourg.

## Géographie et environnement

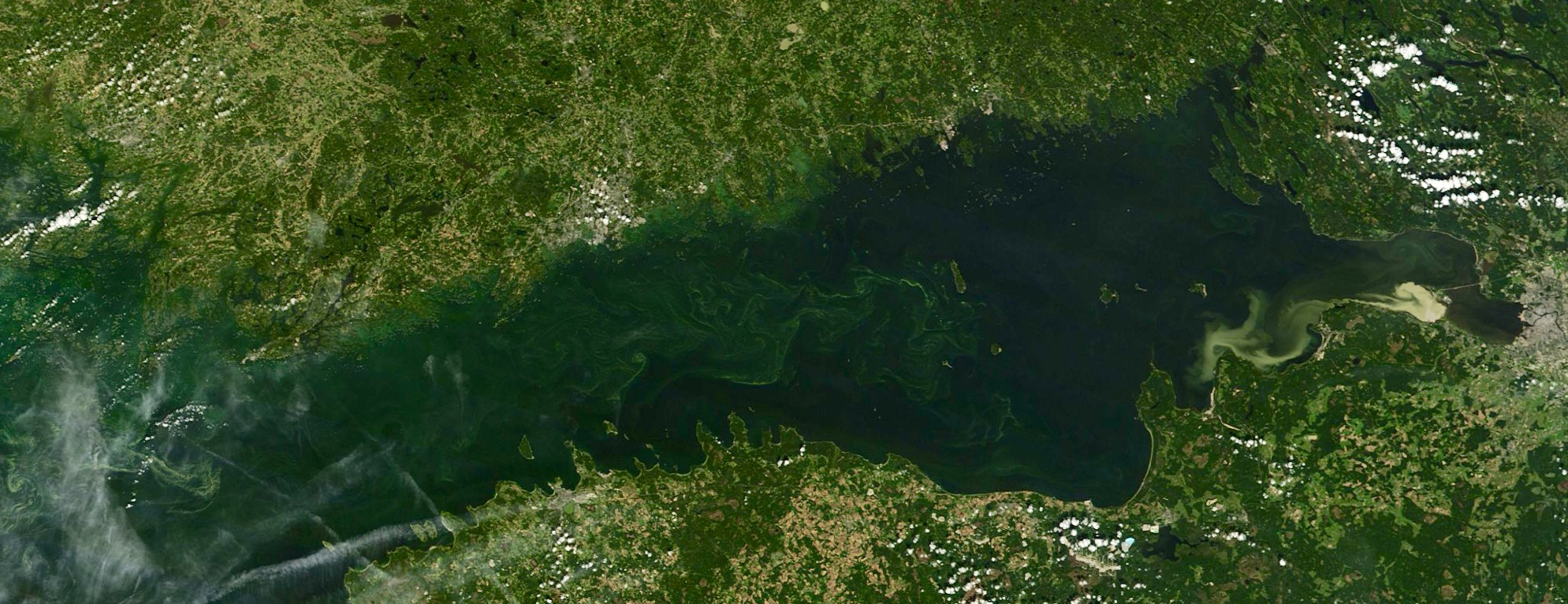
Le golfe de Finlande.

Le golfe de Finlande a une superficie de 29 500 km2, une longueur de 428 kilomètres et une largeur de 120 kilomètres.
La largeur à l'embouchure du golfe est de 75 kilomètres et la distance entre Porkkala et Rohuneeme est de 52 kilomètres.
Le golfe devient plus étroit à l'est, ne faisant plus qu'entre 10 et 28 kilomètres de large dans la baie de la Néva.
La plus grande baie sur la côte nord est la baie de Vyborg et sur la côte sud la baie de Narva.

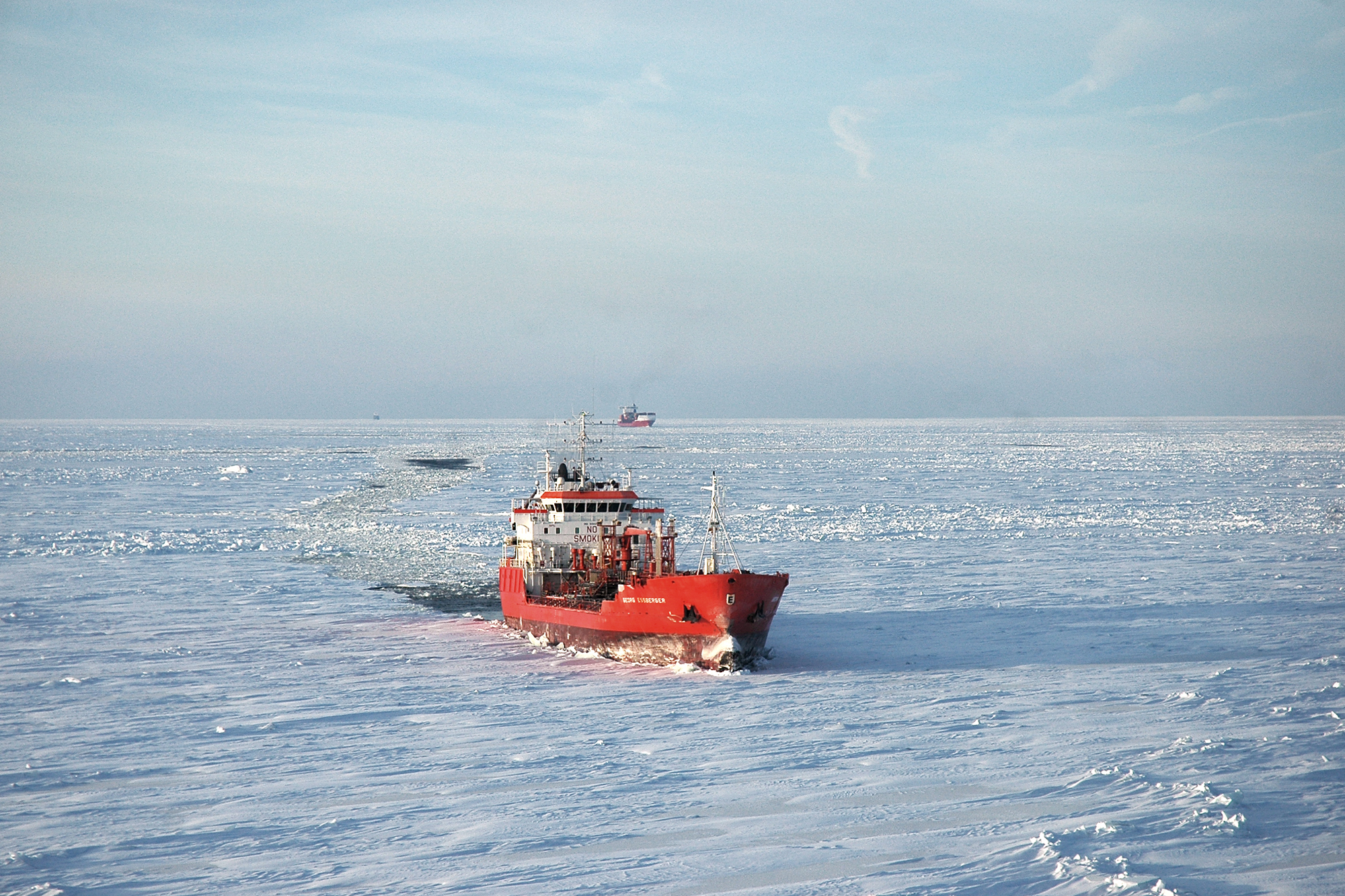
Navires dans le golfe gelé.

L'Organisation hydrographique internationale détermine les limites du golfe de Finlande de la façon  suivante :
- À l'ouest : une ligne partant de Spithamn Point à l'extrémité de Põõsaspea Neem, (59° 13′ 46″ N, 23° 30′ 39″ E), en Estonie, puis à travers l'île d'Osmussaar, depuis le sud-est au nord-ouest et jusqu'à l'extrémité sud-ouest de Hankoniemi (Hangö Udd 59° 48′ 30″ N, 22° 54′ 46″ E), en Finlande.

Il y a de nombreuses îles dans le golfe de Finlande.
Hogland, Tyters, Lavansaari et Seiskari sont parmi les plus grandes d'entre elles.
Les parties les plus profondes du golfe se trouvent à son embouchure où un gouffre a une profondeur de 80 à 100 mètres.
Il y a même des profondeurs de plus de 100 mètres près de la côte sud, tandis que les profondeurs de la côte nord n'excèdent jamais 60 mètres.
Le point le plus profond, 121 mètres, se trouve sur la côte estonienne, au nord-est de Tallinn.
Environ 5 % des eaux de la mer Baltique se trouvent dans le golfe de Finlande.
Le golfe est généralement gelé de fin novembre à fin avril, il est entièrement gelé en fin janvier sauf durant certains hivers doux.
Le gel s'étend progressivement de l'est vers l'ouest.
Il y a fréquemment de forts vents d'est qui causent des vagues et des inondations des villes côtières,.
L'état écologique du golfe de Finlande est commun à l'ensemble de la mer Baltique, avec un accroissement continu du phénomène d'eutrophisation dû à une déperdition d'oxygène dans les fonds marins, résultat probable d'un lent remplacement de l'eau de la Baltique.

## Histoire géologique

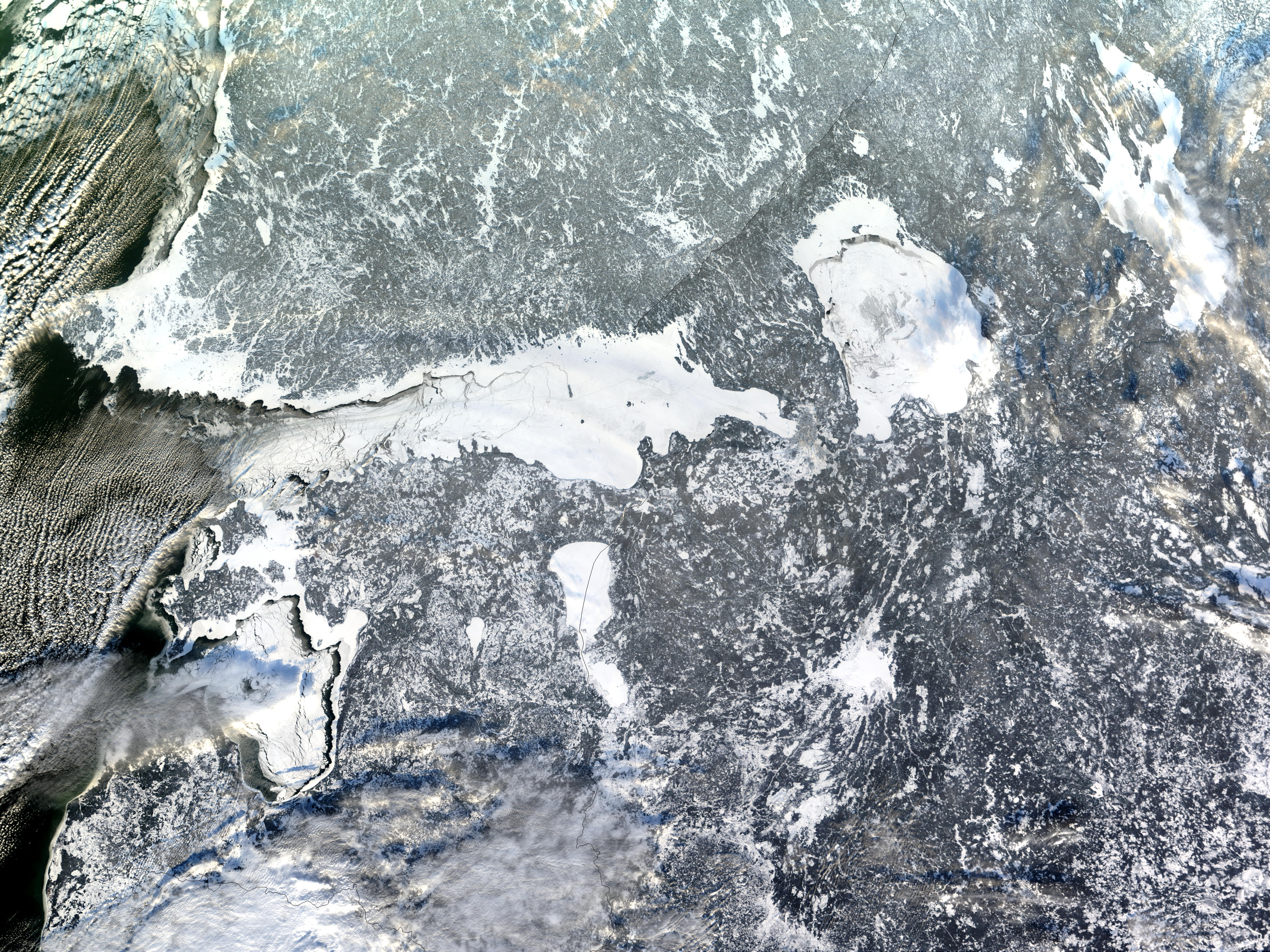
Record de la Glace de mer dans le golfe de Finlande en 2003

Durant le Paléozoïque, il y a 300 à 400 millions d'années, tout le territoire du golfe de Finlande moderne était recouvert d'une mer. Le relief moderne s'est formé à la suite des activités glaciaires. Son retrait a formé la mer à Littorines, dont le niveau d'eau était de 7 à 9 mètres plus élevé que le niveau actuel de la mer Baltique. Il y a environ 4 000 ans, la mer recule et les hauts-fonds du golfe sont devenus ses îles,.
Plus tard, le soulèvement du bouclier baltique a déformé la surface du golfe : pour cette raison, ses rives nord sont significativement plus élevées que celles du sud.

## Flore et faune

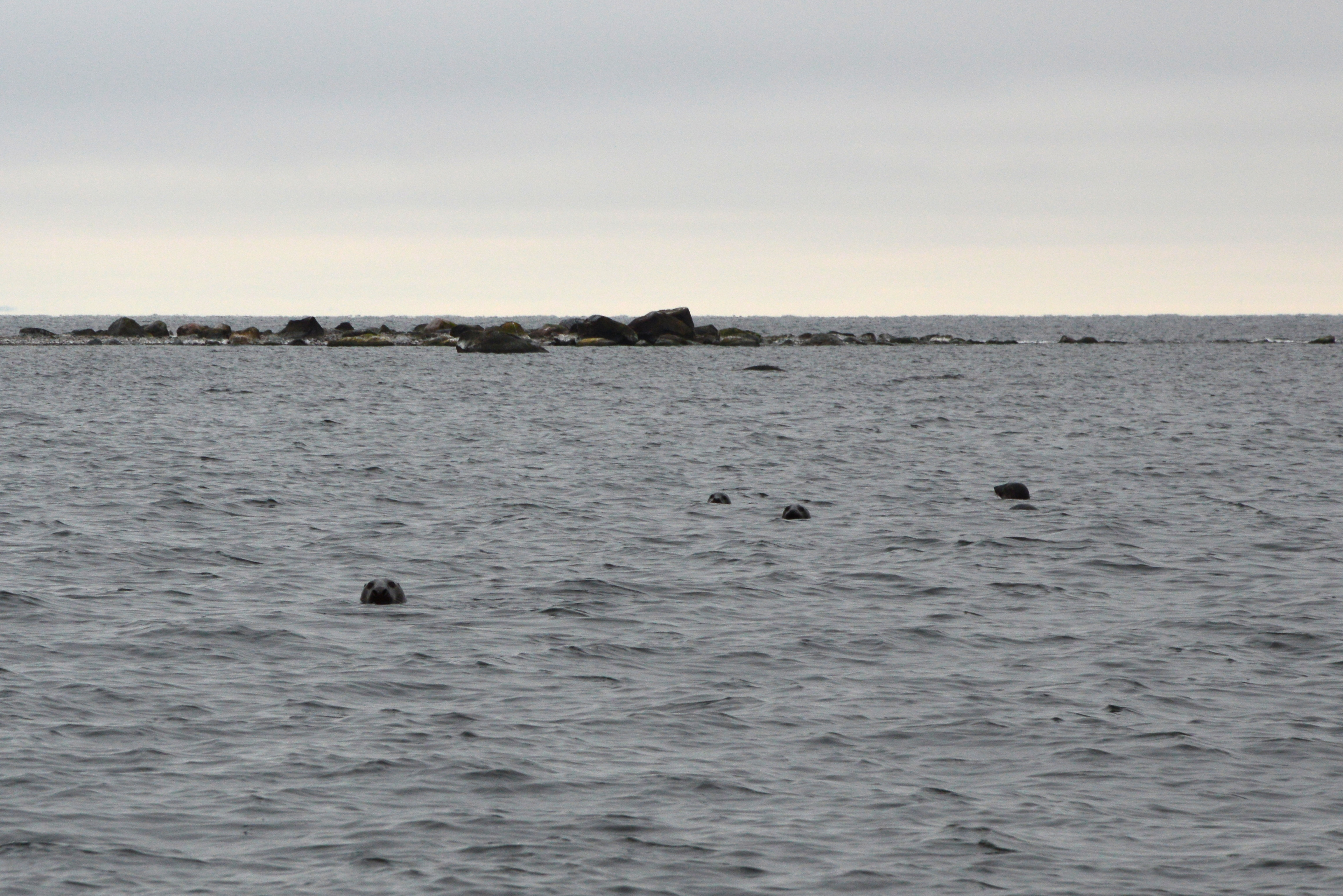
Les îles Malusi en Estonie sont l'un des principaux habitats du phoque gris dans le golfe de Finlande.

Le climat dans la région est un climat continental humide, caractérisé par des étés tempérés à chauds et des hivers froids, parfois sévères avec des précipitations régulières. La végétation est dominée par un mélange de forêts de conifères et de feuillus mais aussi de prairies côtières et de falaises sans arbres. Les principaux arbres forestiers sont le pin, l'épicéa commun, le bouleau, le saule, le sorbier, le tremble, et l'aulne. Dans la partie extrême-orientale du golfe, la végétation des zones marécageuses se compose principalement de typhas et de roseaux, ainsi que de plantes entièrement aquatiques, telles que des nénuphars blancs et jaunes ainsi que des carex acuta. Les plantes aquatiques, dans les eaux peu profondes du golfe, incluent les ruppias et najas marina.
Les espèces de poissons du golfe comprennent le saumon atlantique , la loquette d'Europe, les gobies, able de Heckel, loche, chevesne, vairon, brème bordelière, vandoise, grémille, carassin, épinoche, éperlan européen, gardon, truite, tanche, Syngnathinae, lotte, perche, goujon, lompe, Lamproie, Corégone blanc, Orphie, corégone Lavaret, brème commune, sandre, ide mélanote, brochet, loche de rivière, sprat, hareng de la Baltique, Pelecus cultratus, ablette, anguille d'Europe et morue de l'Atlantique. La pêche commerciale est pratiquée au printemps et en automne. Le phoque gris et le phoque annelé sont présents dans le golfe, mais ce dernier est très rare.

## Enjeux stratégiques
L'enjeu stratégique de ce golfe est relativement important pour la Russie, puisqu'il représente l'une de ses quatre façades maritimes donnant sur des mers non fermées, avec la mer de Barents (Mourmansk, ainsi que Arkhangelsk via la mer Blanche), la mer Noire (Sébastopol et Novorossiïsk) et l'océan Pacifique (Vladivostok). L'ouverture de la Baltique sur les océans est cependant limitée par le Øresund, détroit contrôlé par le Danemark, membre de l'OTAN. Par ailleurs, il permet une relation directe avec l'enclave de Kaliningrad, l'ex-Königsberg, ouverte sur la Baltique et ceinturée par la Pologne et la Lituanie.

## Événements historiques importants

### Avant 1700
De nombreux sites antiques ont été découverts sur les rives du golfe, datant de près de neuf mille ans. Les humains ont commencé à habiter ces endroits peu après que les glaciers de la période glaciaire se retirent et que le niveau d'eau de la mer à Littorines s'abaisse pour révéler la terre. Des vestiges d'environ 11 sites néolithiques ont été découverts, depuis 1905, dans l'embouchure de la rivière Sestra (oblast de Léningrad). Ils contiennent des pointes de flèches et des grattoirs en quartz, de nombreux ustensiles de cuisine et des traces de feux de camp, tous sont des indices de chasse plutôt que d'activités agricoles ou d'élevage.
La côte du golfe a été peuplée plus tard par les populations finno-ougriennes. Les Estoniens (ou Tchoudes) habitaient la région de l'Estonie moderne, les Votes vivaient au sud du golfe et les Ingriens au sud du fleuve Neva. Les tribus Caréliennes se sont installées à l'ouest du lac Ladoga. Au cours des VIIIe et IXe siècles, les rives de la Neva et du golfe de Finlande étaient peuplées de Slaves orientaux, en particulier des Slaves de Novgorod et des Kriviches. Ils pratiquaient l'agriculture sur brûlis, l'élevage, la chasse et la pêche. Du VIIIe au XIIIe siècle, le golfe de Finlande et la Neva font partie de la voie navigable allant de la Scandinavie à l'Empire byzantin, en passant par l'Europe de l'Est.
À partir du IXe siècle, la côte orientale du golfe appartient à Novgorod la Grande et est appelée Vodskaya Pyatina. À la suite de la croisade de 1219 et de la bataille de Lyndanisse le nord de l'Estonie fait partie du Danemark (Estonie danoise). Au XIIe siècle, la ville de Reval (en latin : Revalia, en russe : Колыва́нь) est fondée sur le territoire de l'actuelle Tallinn. En raison du soulèvement de la nuit de la Saint-George en 1343–1345, l'Estonie du Nord est reprise par l'ordre Teutonique et vendue par le Danemark, en 1346. En 1559, pendant la guerre de Livonie, l'évêque d'Ösel-Wiek en Terra Mariana vend ses terres au roi Frédéric II de Danemark pour 30 000 thalers. Le roi danois donne le territoire, à son jeune frère, Magnus qui débarque sur Saaremaa, avec une armée, en 1560. L'ensemble de Saaremaa devient une possession danoise en 1573, et le demeure jusqu' à ce qu'elle soit transférée en Suède, en 1645,.
Aux XIIe et XIIIe siècles, les tribus finlandaises du nord du golfe sont conquises par les Suédois qui se rendent ensuite aux Slaves. La première rencontre est située en 1142, lorsque 60 navires suédois, attaquent 3 navires marchands russes. Après une attaque suédoise en 1256, l'armée russe d'Alexandre Nevski traverse le golfe gelé et fait une incursion dans les territoires suédois de la Finlande actuelle. En 1293, le château et la ville de Vyborg sont fondés par le marsk suédois Torgils Knutsson. Le château a été le théâtre de combats, pendant des décennies, entre la Suède et la république de Novgorod. Par le traité de Nöteborg, en 1323, Vyborg est finalement reconnue comme faisant partie de la Suède. Le château a résisté à un siège prolongé de Daniil Chtchenia (en) pendant la guerre russo-suédoise de 1495-1497. Les privilèges commerciaux de la ville furent accordés par le roi Éric de Poméranie en 1403. Vyborg reste aux mains des Suédois jusqu'à sa capture par Pierre le Grand lors de la grande guerre du Nord (1710).
En 1323, le traité de Nöteborg fixe la frontière entre la Suède et la Russie, le long de la Sestra. Au XVe siècle, les terres izhoriennes de la république de Novgorod sont rattachées à la grande-principauté de Moscou. En 1550, Gustave Ier Vasa fonde une ville sur le site de l'actuelle Helsinki. À la suite de la défaite russe lors de la guerre d'Ingrie (1610-1617) et du traité de Stolbovo (1617), les terres du golfe de Finlande et de la Neva sont intégrées à l'Ingrie suédoise. Sa capitale Nyen était située dans le delta de la rivière Neva.

### Histoire depuis 1700

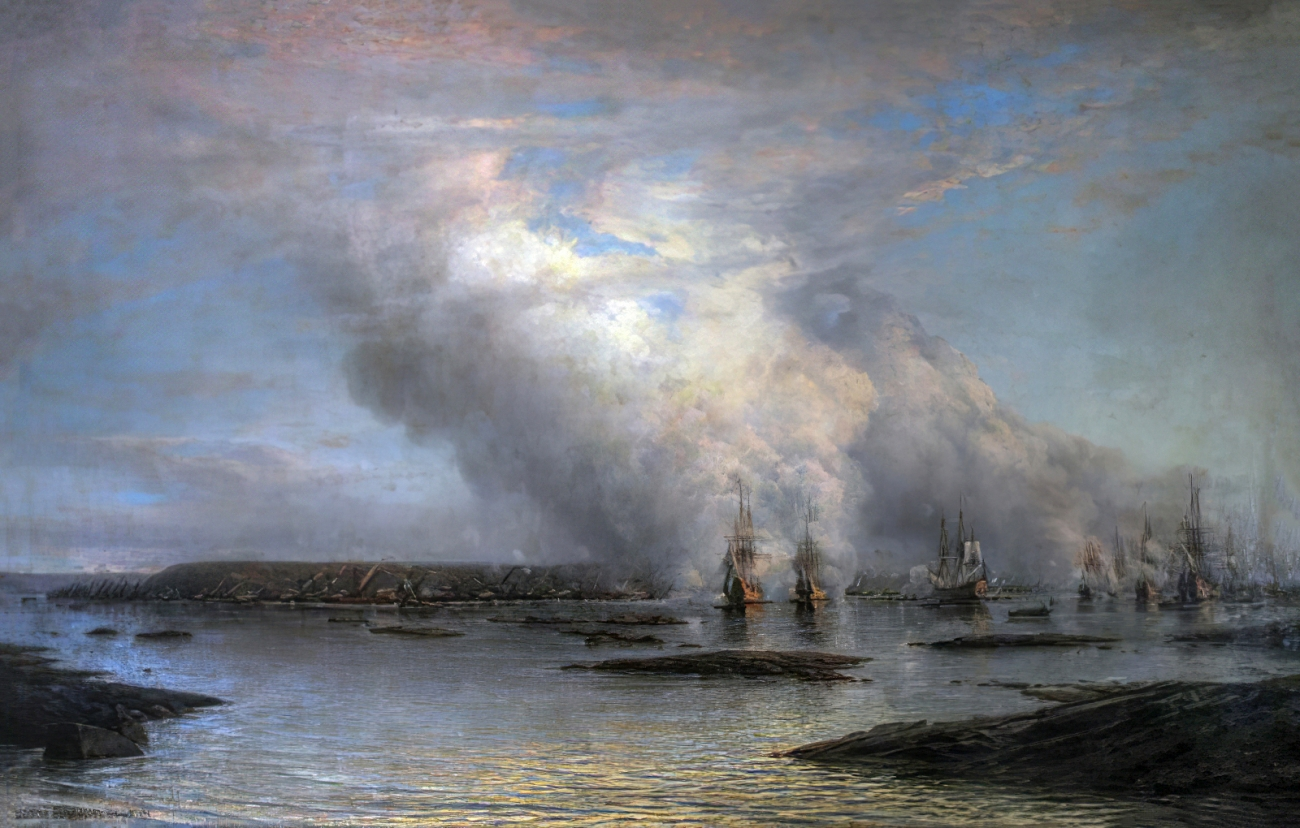
Bataille d'Hangö Oud (1714).

La Russie récupère la partie orientale du golfe, à la suite de la victoire de la grande guerre du Nord (1700-1721). Le 16 mai 1703, Saint-Pétersbourg est fondée à l'embouchure de la Neva, non loin de Nyen, et en 1712, elle devient la capitale de la Russie. Pour protéger la ville, de la flotte suédoise, des fortifications sont construites à Kronstadt, sur une île artificielle, près de l'île de Kotline, en mai 1704. En 1705, cinq autres forts sont construits à proximité de la ville de Kronstadt. Ces fortifications, surnommées par les contemporains « les Dardanelles russes », ont été conçues pour contrôler la navigation du golfe.

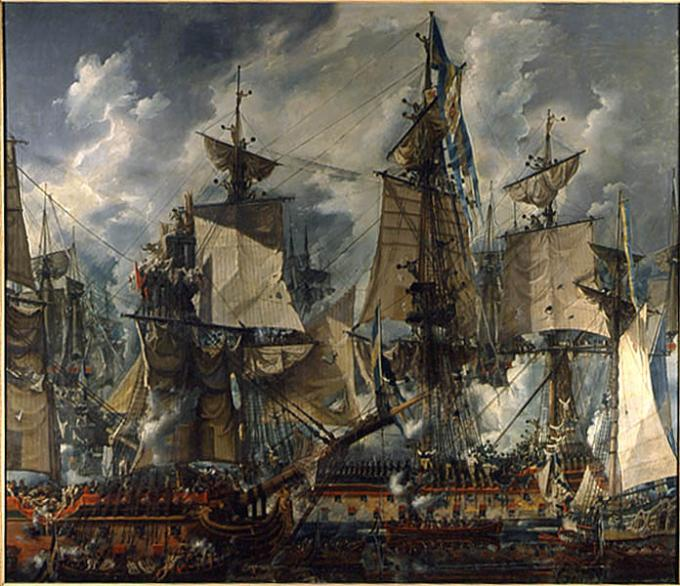
(1788).

En 1710, les villes de Peterhof et d'Oranienbaum sont fondées sur la rive sud du golfe de Finlande. Le 27 juillet 1714, près de la péninsule de Hanko, la marine russe remporte la bataille navale d'Hangö Oud - une victoire décisive sur la marine impériale suédoise. La guerre russo-suédoise se termine en 1721 par le traité de Nystad, par lequel la Russie reçoit toutes les terres, le long de la Neva et du golfe de Finlande, ainsi que l'Estonie, la Livonie suédoise et la partie occidentale de l'isthme de Carélie, y compris Vyborg. Cependant, la Finlande est réintégrée à la Suède. La guerre reprend, de 1788 à 1790, et la bataille de Hogland (en) a lieu le 6 juillet 1788 près de l'île de Hogland. Tant la bataille que la guerre sont relativement mineures et indécises, le résultat étant que la Russie conserve ses territoires.
La nouvelle guerre russo-suédoise, ou guerre de Finlande, a lieu de 1808 à 1809. Elle s'achève par le traité de Fredrikshamn accordant à la Russie des droits sur le territoire de la Finlande et des îles Åland. Le grand-duché de Finlande, nouvellement créé en 1809, jouit d'une large autonomie au sein de l'Empire russe et la Carélie occidentale, ou ancienne Finlande, est restituée à la Finlande. Le 6 décembre 1917, le parlement finlandais promulgue la déclaration d'indépendance de la Finlande. La Carélie occidentale est annexée par l'Union soviétique après la guerre d'hiver.
L'Estonie déclare son indépendance le 24 février 1918 et mène une guerre d'indépendance. La république a existé jusqu'en 1940 et est ensuite annexée par l'Union soviétique. L'Estonie a retrouvé son indépendance après la dissolution de l'Union soviétique, en 1991.
Le golfe de Finlande a connu plusieurs opérations navales majeures, durant la Seconde Guerre mondiale. En août 1941, lors de l'évacuation de la flotte balte de Tallinn à Kronstadt, les forces allemandes coulent 15 navires militaires russes (5 destroyers, 2 sous-marins, 3 navires de gardes, 2 dragueurs de mines, 2 canonnières et 1 vedette-torpilleur ) ainsi que 43 navires de transport et de soutien. Plusieurs navires se trouvent toujours au fond du golfe, près du cap Juminda, et un monument a été érigé à la mémoire de ceux qui ont perdu la vie dans ces événements,.
En 1978, la construction du barrage de Saint-Pétersbourg a été entamée en vue de protéger Saint-Pétersbourg des inondations fréquentes. Les travaux ont été interrompus à 60 %, à la fin des années 1980, en raison des problèmes financiers liés à l'éclatement de l'Union soviétique. Ils ont repris en 2001 et sont terminés depuis août 2011,.

## Économie
La côte sud du golfe abrite la centrale nucléaire de Leningrad et un réseau de ports et de sites naturels et historiques uniques. La navigation est depuis longtemps l'activité dominante dans le golfe. Les principales villes portuaires et leurs fonctions sont, en Russie : Saint-Pétersbourg (tous types de marchandises), Kronstadt (transport maritime de conteneurs), Lomonosov (cargaison générale, conteneurs, métaux), Vyborg (cargaison générale), Primorsk (pétrole et produits pétroliers), Vyssotsk (pétrole et charbon), Oust-Louga (pétrole, charbon, bois, conteneurs). En Finlande : Helsinki (conteneurs), Kotka (conteneurs, bois, produits agricoles. C'est le principal port de transbordement de marchandises pour la Russie), Hanko (conteneurs, vehicules), Turku (conteneurs, ferry ferroviaire), le port de Kilpilahti/Sköldvik (raffinage pétrolier); en Estonie: Tallinn (grains, frigorifique, pétrole), Paldiski, Sillamäe.
Le golfe de Finlande fait également partie de la voie navigable Volga-Baltique et du canal de la mer Blanche. Parmi les marchandises importantes, on peut citer l'apatite de la péninsule de Kola, le granit de Carélie et la roche verte, le bois de l'oblast d'Arkhangelsk et de Vologda, les métaux ferreux de Tcherepovets, le charbon du Donbass et du bassin de Kouzbass, la pyrite de l'Oural, le chlorure de potassium de Solikamsk, le pétrole de la région de la Volga et les céréales de nombreuses régions de Russie.
Le transport de passagers dans le golfe comprend un certain nombre de lignes de ferries qui relient les ports suivants : Helsinki et Hanko, Mariehamn (îles Åland), Stockholm et Kappelsher (Suède), Tallinn et Paldiski, Rostock, Saint-Pétersbourg et Kaliningrad, ainsi que de nombreuses autres villes,.
La pêche est une autre activité importante et historique dans le golfe, en particulier sur la côte nord près de Vyborg, Primorsk et sur la côte sud près d'Ust-Luga. Les espèces de poissons commerciaux sont le hareng, le sprat, l'éperlan européen, le corégone, la brème commune, le blatte, la perche, l'anguille européenne, la lamproie et d'autres espèces. En 2005, la pêche s'élevait à 2 000 tonnes par les bateaux de Saint-Petersbourg et Leningrad, uniquement.
En septembre 2005, un accord est signé pour la construction du gazoduc offshore Nord Stream sur la mer Baltique, entre Vyborg et la ville allemande de Greifswald. Il est inauguré le 6 septembre 2011 et mis en service en 2012. Un nouveau projet (Nord Stream 2), avec une capacité de 55 milliards de m3 pour un coût estimé de 8 milliards d'euros : le chantier devait démarrer en avril 2018, mais il est suspendu en raison de menaces de sanctions américaines.

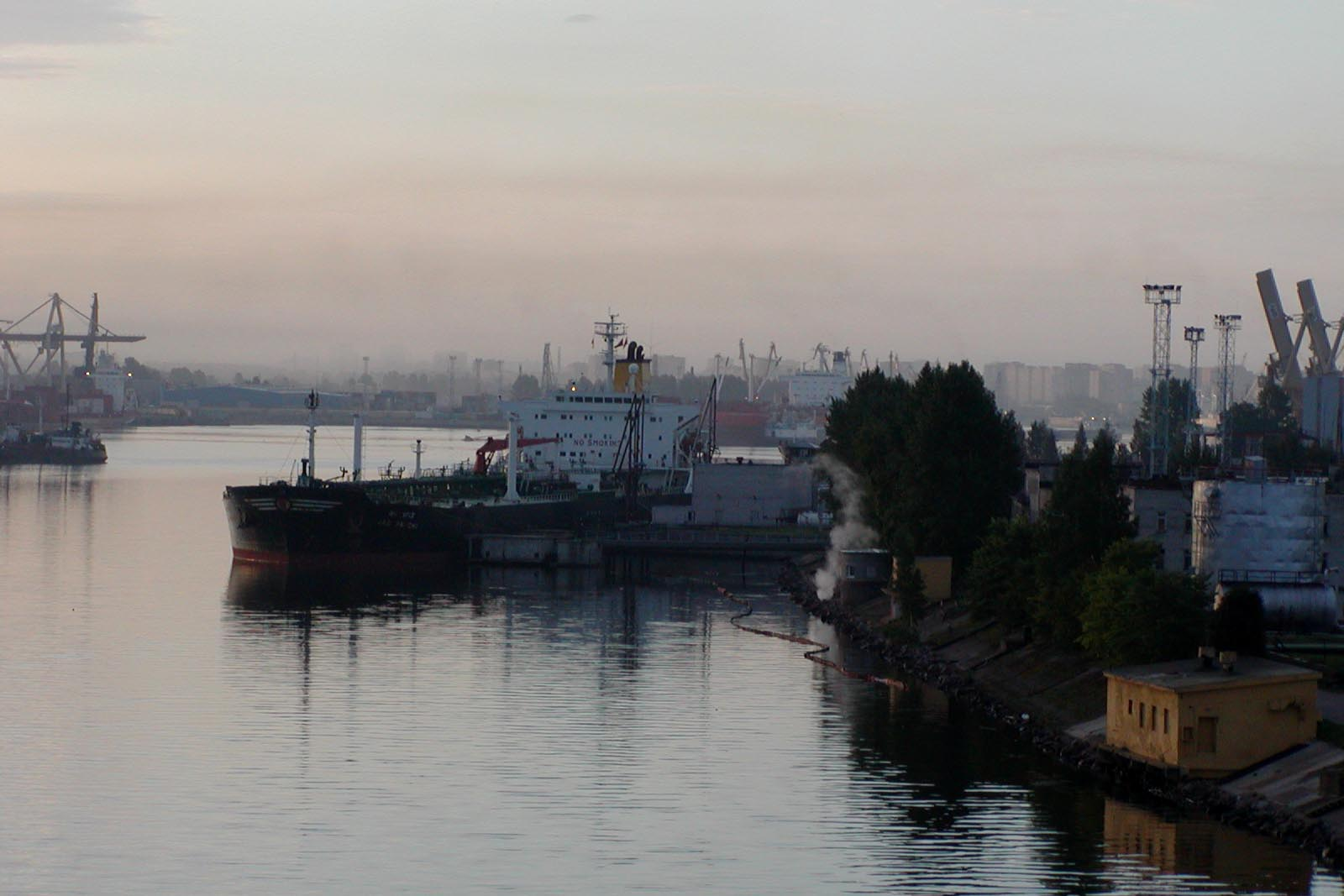
Grand port de Saint-Pétersbourg.
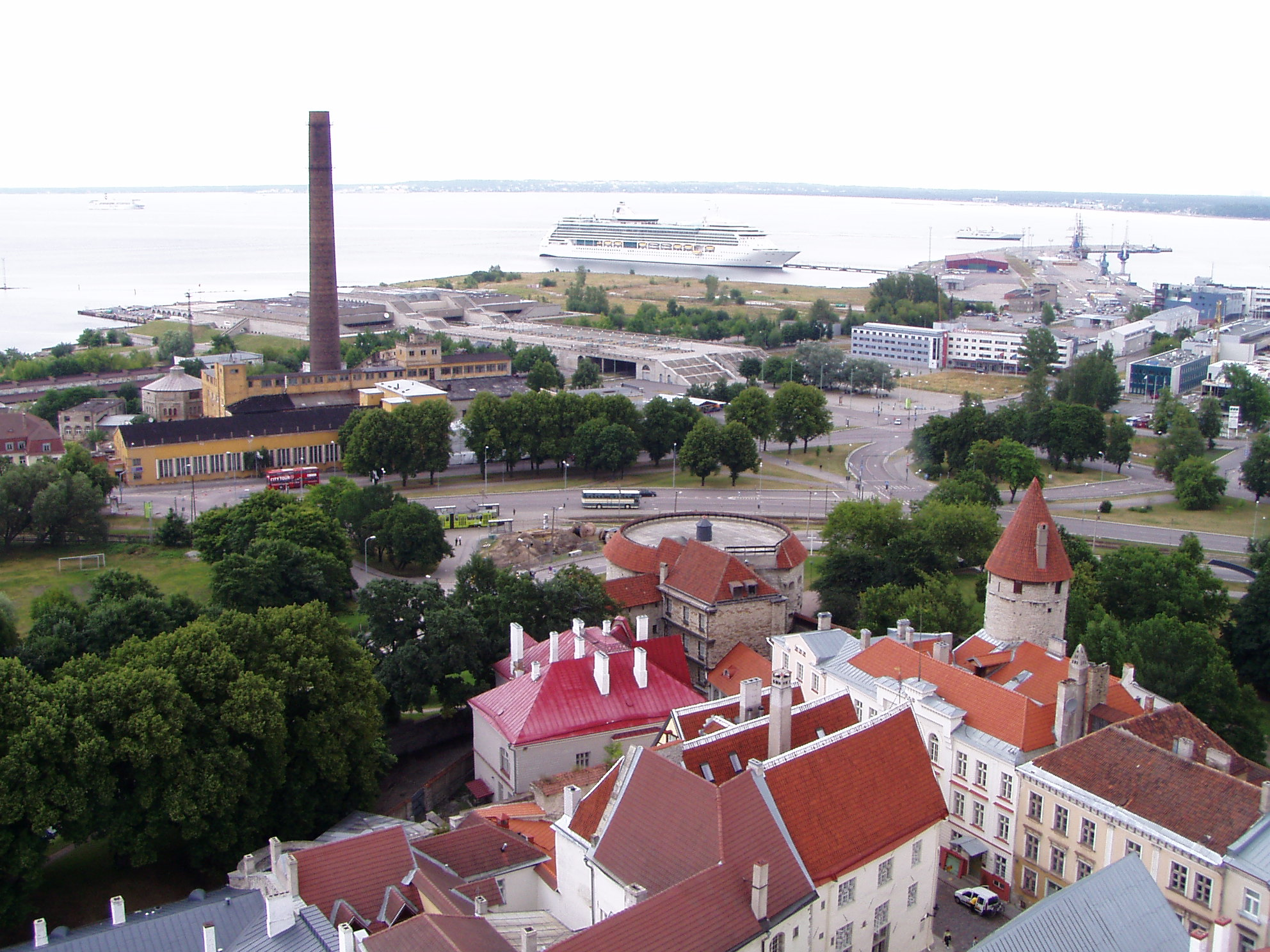
Près du port de Tallinn.
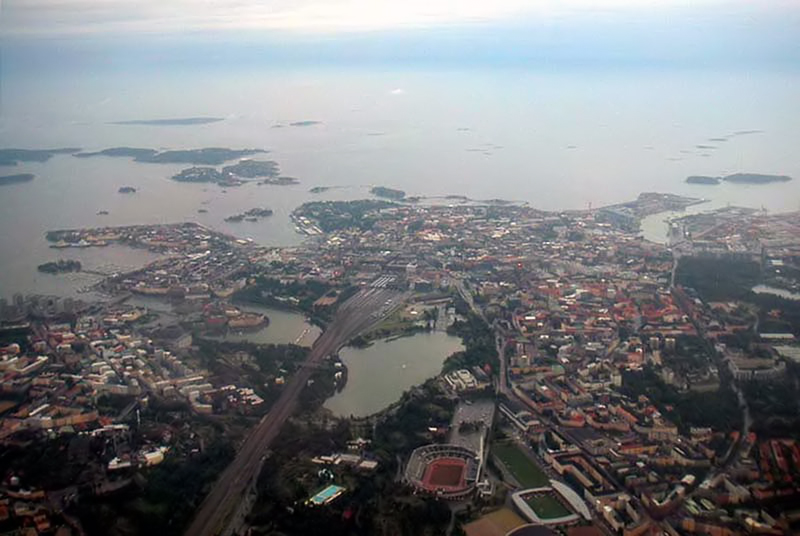
Vue aérienne d'Helsinki.
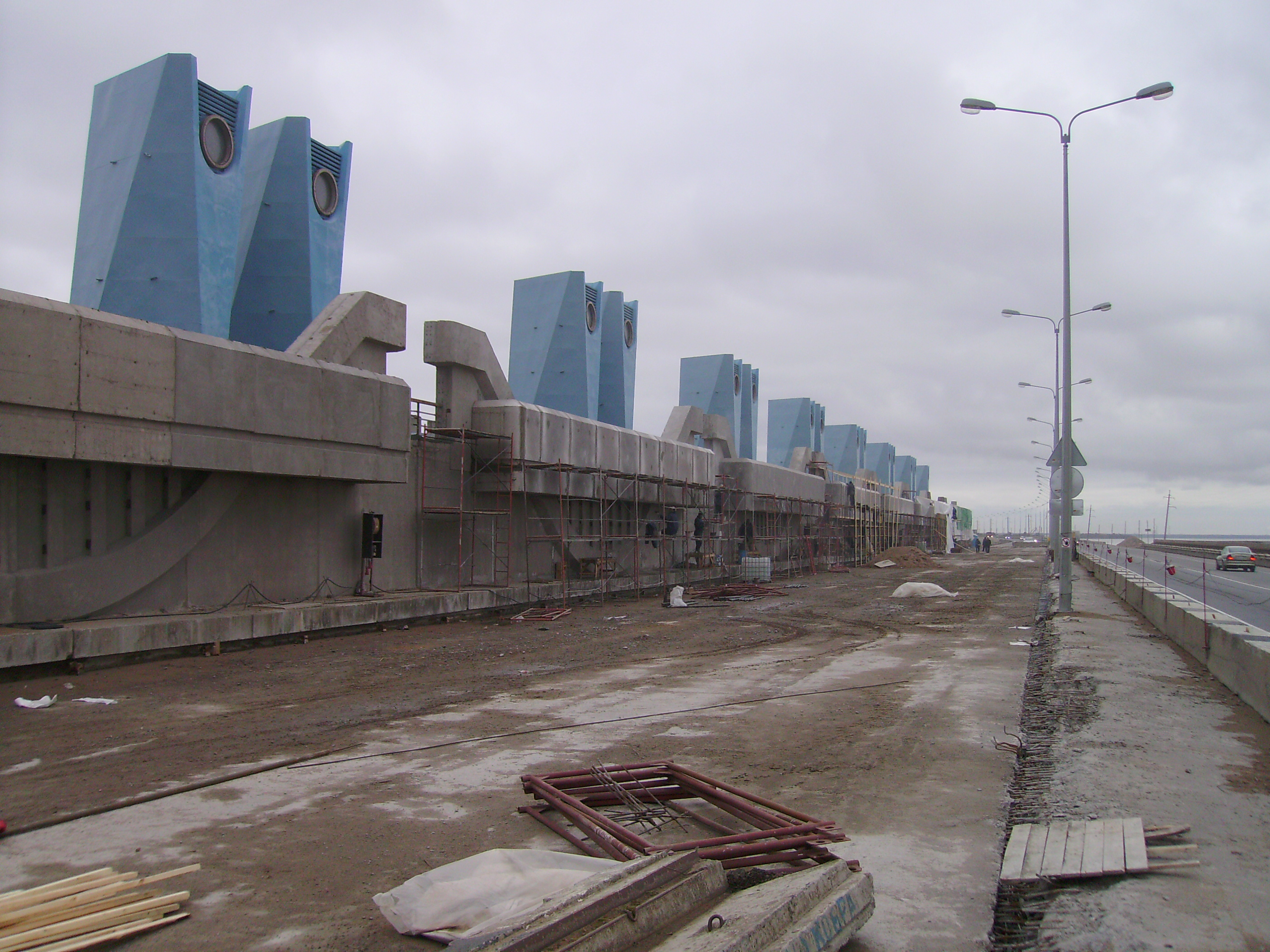
Barrage de Saint-Pétersbourg.

## Archéologie

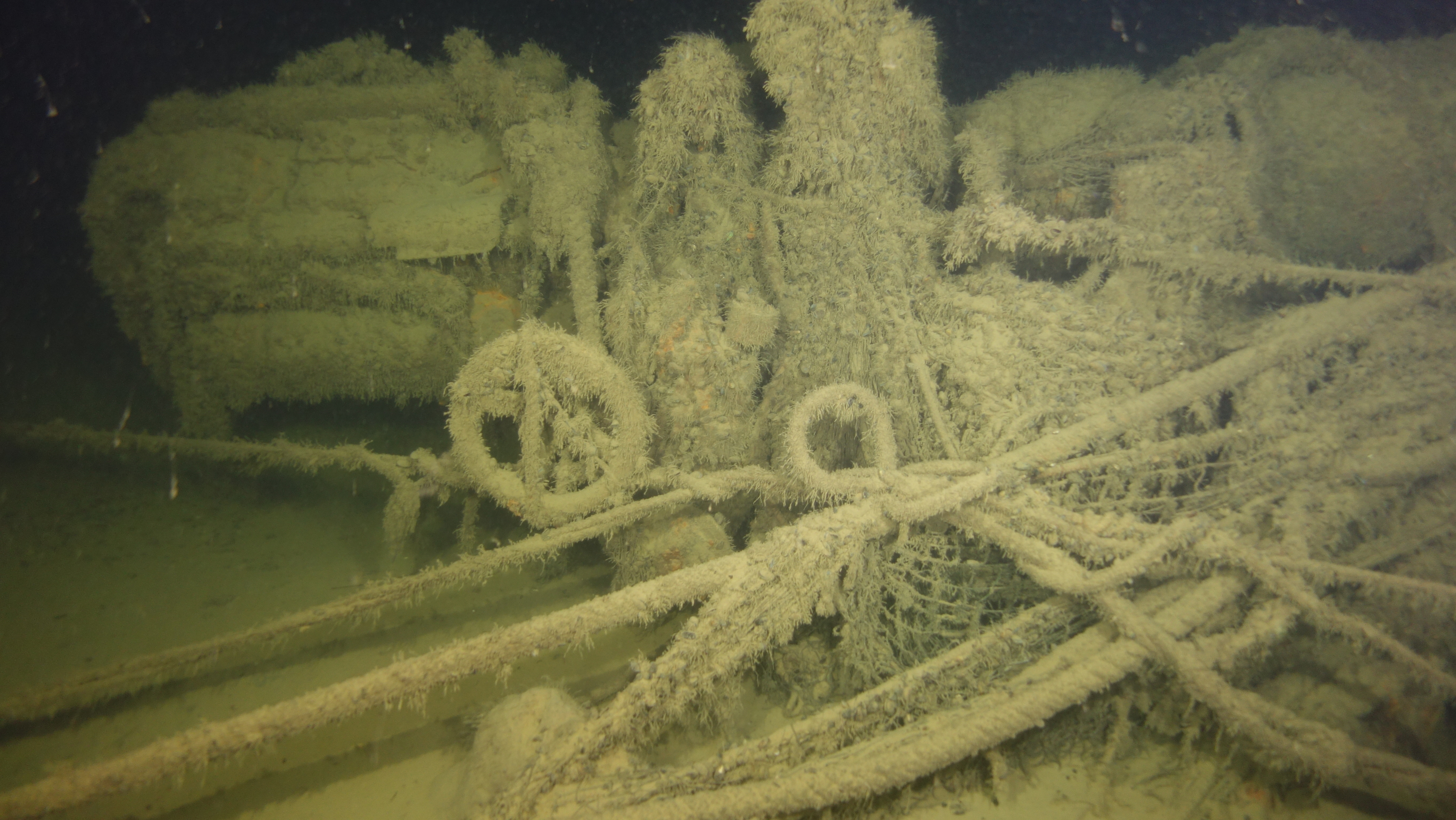
Épave du Kazanets près d'Osmussaar en Estonie.

Le fond du golfe est l'un des plus grands cimetières navals du monde. En raison de la faible salinité, des eaux froides et de l'absence de vers marins, les navires sont relativement bien conservés. Depuis le VIe siècle, des cours d'eau importants traversent le golfe et, du VIIIe au Xe siècle, environ 3 000 tonnes d'argent y étaient transportées. Plus tard, le golfe a été activement utilisé par la Suède et la Russie pour le transport de marchandises. Chaque année, il y a eu des dizaines de navires perdus. À l'automne 1743, 17 navires de guerre russes revenant de Finlande ont coulé en seulement 7 heures, et à l'été 1747, 26 navires marchands ont coulé en 4 heures près de Narva. Un record a été établi en 1721 lorsque, lors de l'évacuation des troupes russes de Finlande, plus de 100 navires ont été perdus en 3 mois, dont 64 en une seule nuit.
À la fin de 1996, environ 5 000 objets submergés avaient été identifiés dans la partie russe du golfe, dont 2 500 navires, 1 500 avions et de petits objets tels que des bateaux, des ancres, des chars, des tracteurs, des voitures, des canons et même des mines navales, des bombes aériennes, des torpilles et d'autres munitions. Les navires appartenaient à la Russie (25 %), à l'Allemagne (19 %), au Royaume-Uni (17 %), à la Suède (15 %), aux Pays-Bas (8 %) et à la Finlande (7 %). Les 9 % restants proviennent de Norvège, du Danemark, de France, des États-Unis, d'Italie, d'Estonie et de Lettonie. Ces objets présentent des dangers potentiels pour la navigation, la pêche, la construction côtière, la pose de pipelines et de câbles sous-marins et l'environnement. Ces mines ont été posées dans le golfe pendant la Première Guerre mondiale (38 932 unités), la guerre civile russe et la guerre d'Hiver (1939-1940), avec un nombre total estimé de 60 000 à 85 000 mines supplémentaires qui ont été posées pendant la Seconde Guerre mondiale, et dont seule une fraction de toutes ces mines a été éliminée après les guerres.

## Pollution

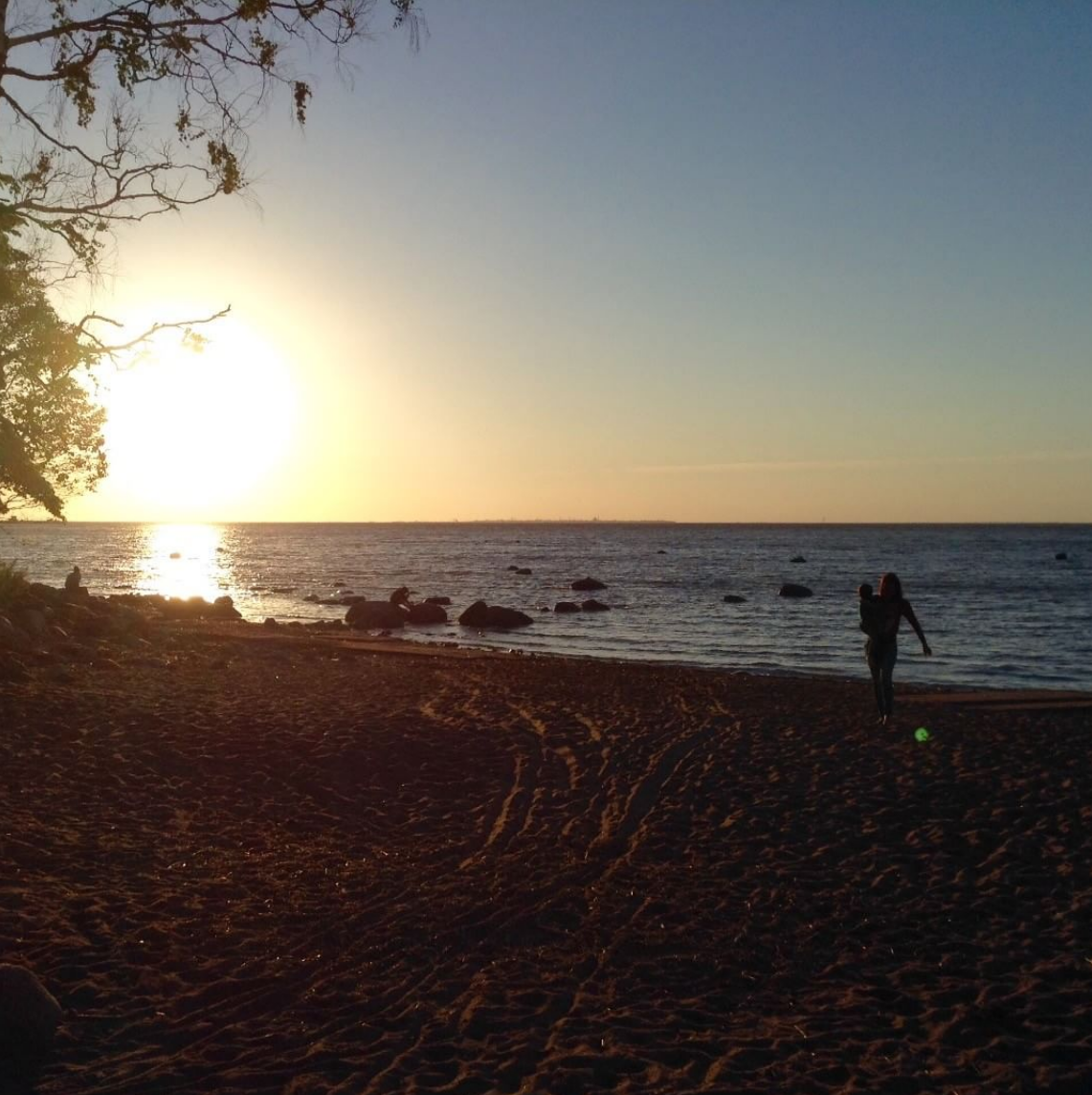
Coucher de soleil dans le golfe de Finlande.

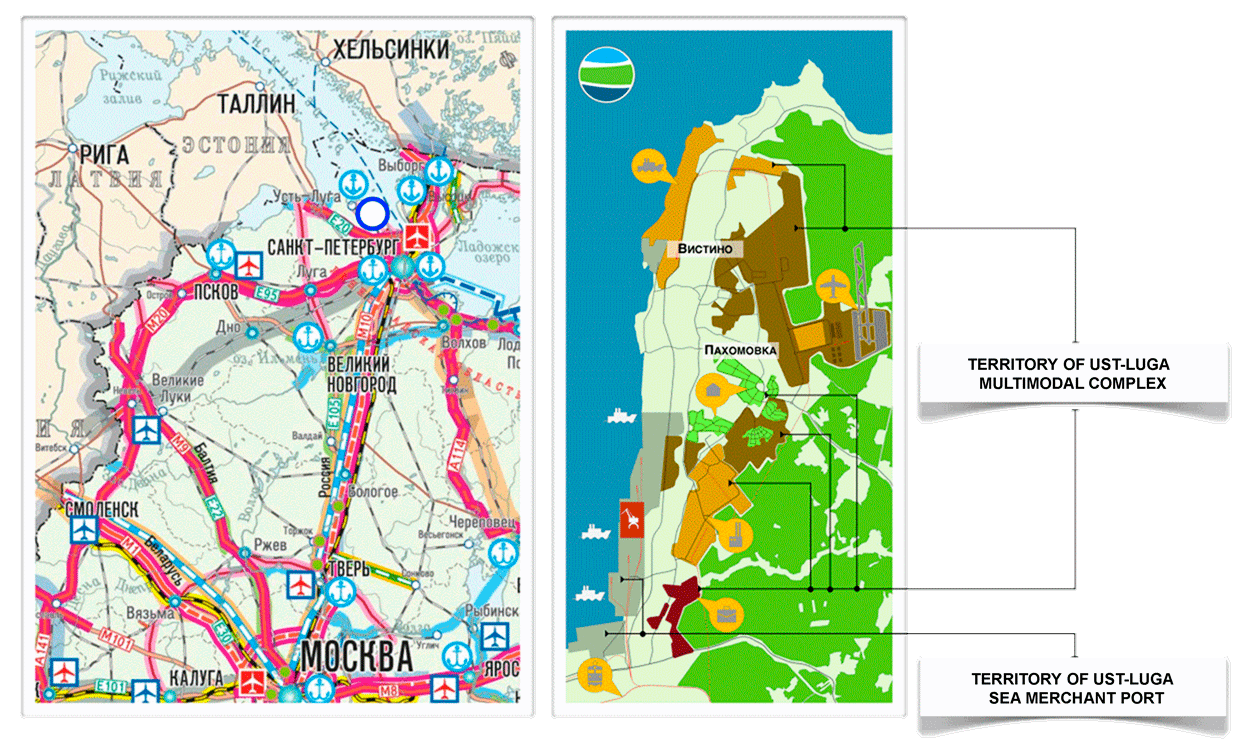
Le (péninsule Soïkinski) est situé dans le raïon de Kinguissepp en Russie.

L'état écologique du golfe de Finlande, de la baie de Neva et de la rivière Neva n'est pas satisfaisant. Il existe une contamination importante par le mercure et le cuivre, les pesticides organochlorés, les phénols, les produits pétroliers et les hydrocarbures aromatiques polycycliques. Le nettoyage des eaux usées, à Saint-Pétersbourg, commence en 1979 et, en 1997, environ 74 % des eaux usées ont été épurées. Ce chiffre est passé à 85 % en 2005, à 91,7 % en 2008 et 100 % en 2011, avec l'achèvement de l'agrandissement de la station d'épuration principale, en 2009[réf. souhaitée]. Néanmoins, en 2008, le service fédéral de Saint-Pétersbourg annonce qu'aucune plage de Saint-Pétersbourg ne permet la baignade. En outre, en 2011, le conseil municipal de Saint-Pétersbourg a voté la fermeture de l'une des quatre stations d'épuration de la ville, ce qui a entraîné l'incapacité de la ville, en 2016, à faire face à des pluies record après une tempête et un ouragan.
La capture des poissons a diminué 10 fois entre 1989 et 2005. Outre la pollution, les travaux hydrauliques et de génie civil en sont une autre raison. Par exemple, la construction de nouveaux ports comme le complexe multimodal d'Oust-Louga (en), celui de Vyssotsk mais aussi sur l'île Vassilievski nuisent à la reproduction du poisson. L'extraction de sable et de gravier, dans la baie de Neva, pour la remise en état des terres, détruit les frayères de l'éperlan européen.
La construction du barrage de Saint-Pétersbourg a réduit de 10 à 20 % l'échange d'eau de la baie de Neva avec la partie est du golfe, ce qui a augmenté le niveau de contamination de la baie de Neva. Les plus grands changements se produisent à moins de 5 km du barrage. Quelques zones peu profondes, entre Saint-Pétersbourg et le barrage, se transforment en marécages. L'engorgement par l'eau et la pourriture des plantes qui y est associée peuvent éventuellement entraîner l'eutrophisation de la zone. L'expansion des ports pétroliers dans le golfe et la construction d'un centre de traitement du combustible usé de la centrale nucléaire de Leningrad sont également inquiétantes.
Le port de Kronstadt sert actuellement de point de transit pour l'importation, en Russie, de déchets radioactifs, à travers la mer Baltique. Les déchets, principalement de l'hexafluorure d'uranium appauvri, sont ensuite transportés à travers Saint-Pétersbourg vers Novouralsk, Angarsk et d'autres villes de l'est de la Russie. Ce point de transit sera déplacé de Saint-Pétersbourg vers le port Ust-Luga, situé à environ 110 kilomètres à l'ouest de Saint-Pétersbourg et à l'intérieur de la zone de sécurité frontalière de la Russie, comme l'a décidé le gouvernement russe, en 2003. Après cela, les risques écologiques pour Saint-Pétersbourg devraient être réduits. Ust-Luga devrait être le plus grand centre de transport et de logistique du nord-ouest de la Russie,,. Toutefois, en 2015, certains plans de construction du complexe d'Ust-Luga ont été gelés et la construction de celui-ci, supposé être le point de transit des déchets radioactifs, n'avait pas commencé.

## Liste des principales villes
- Espoo
- Hamina
- Hanko
- Helsinki
- Kirkkonummi
- Kohtla-Järve
- Kotka
- Kronstadt
- Loviisa
- Maardu
- Paldiski
- Porvoo
- Saint-Pétersbourg
- Sillamäe
- Sosnovy Bor
- Tallinn
- Vantaa
- Vyborg

## Liste des îles principales

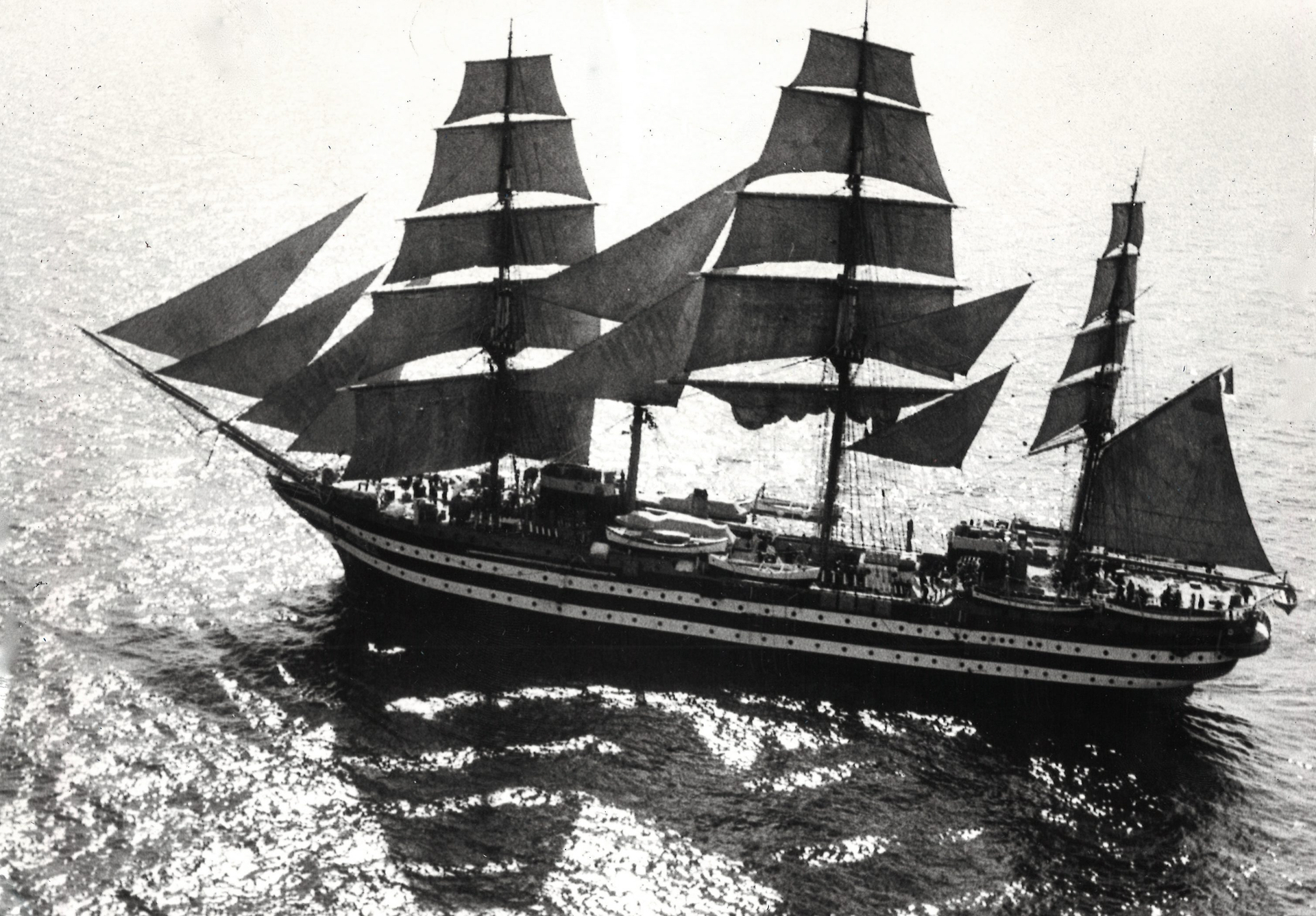
L'Amerigo Vespucci en voyage en Finlande (1965).

### Îles estoniennes
- Naissaar

### Îles finlandaises

#### Archipel d'Helsinki
- Kaskisaari
- Lauttasaari
- Seurasaari

### Îles russes
- Hogland
- Kotline

## Galerie

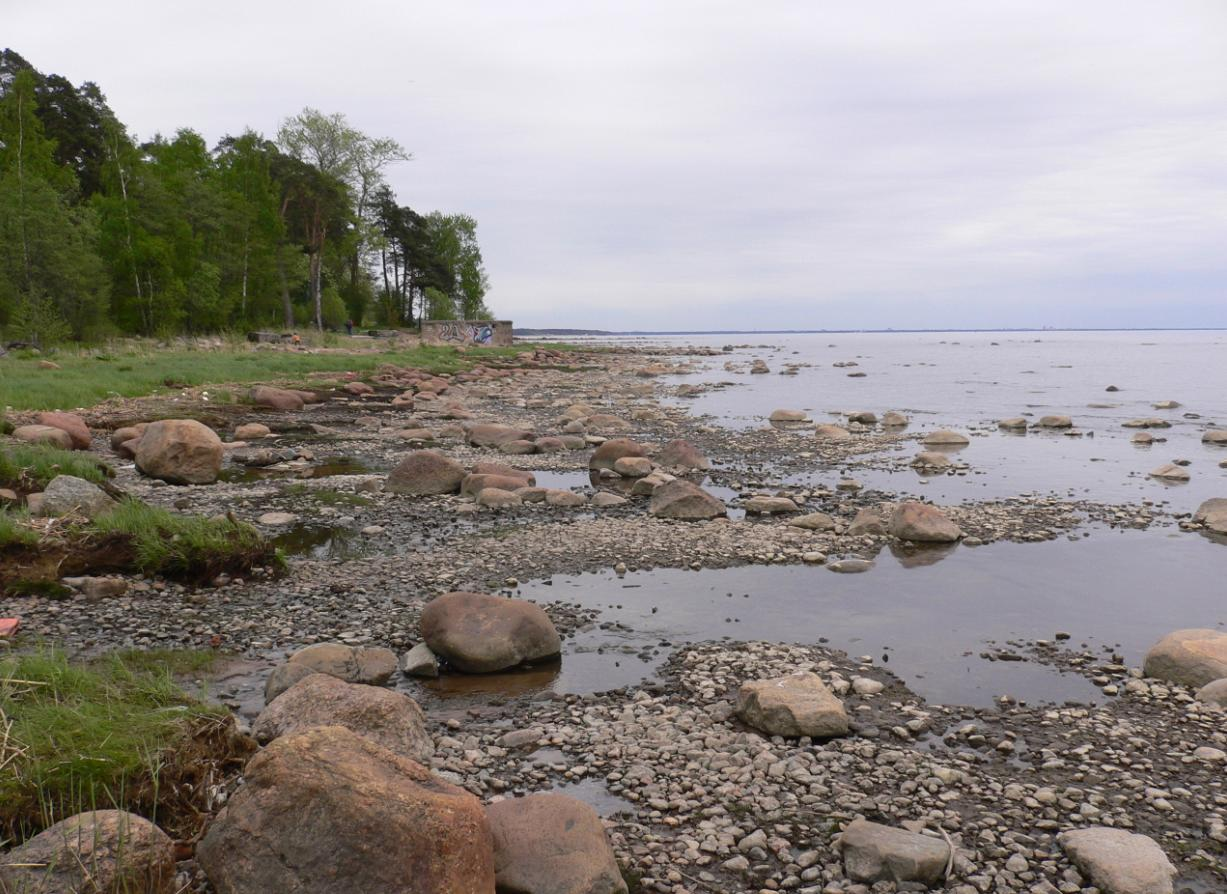
La côte près de Komarovo.
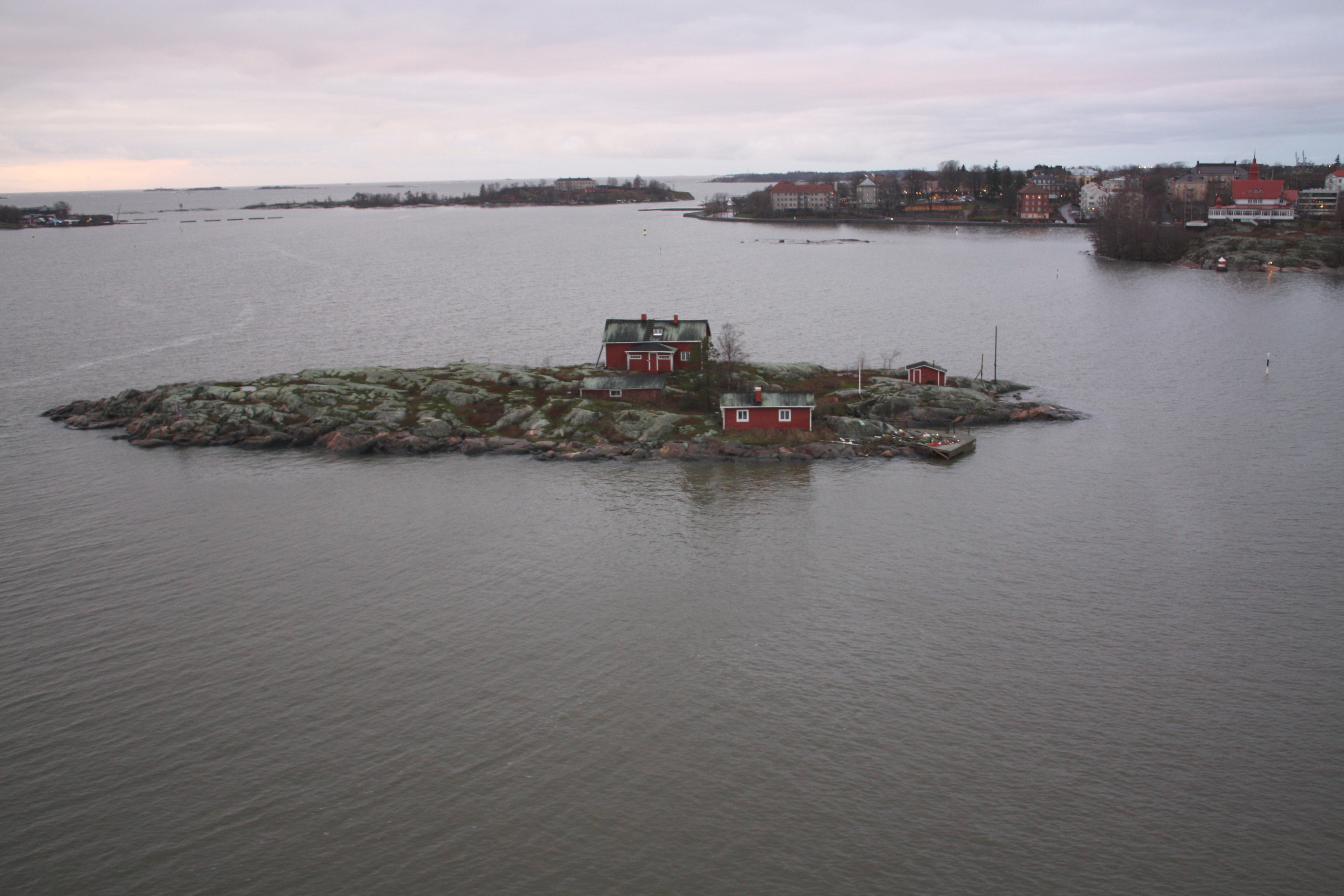
Îles près d'Helsinki.
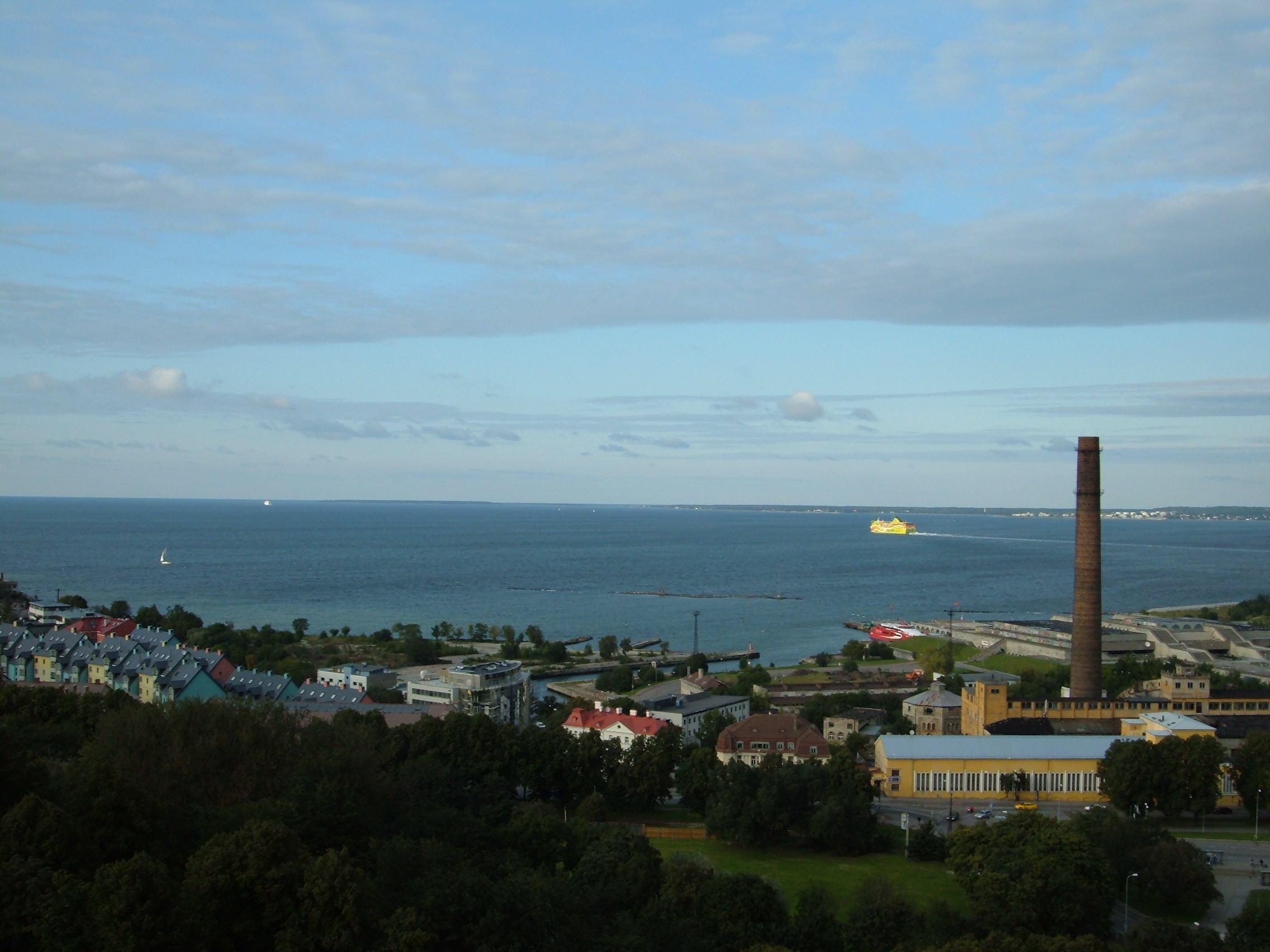
La baie vue de Saint-Olaf, Tallinn.
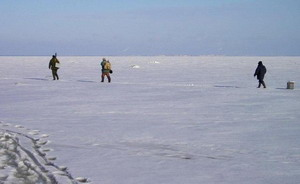
Pêcheurs dans le golfe de Finlande.
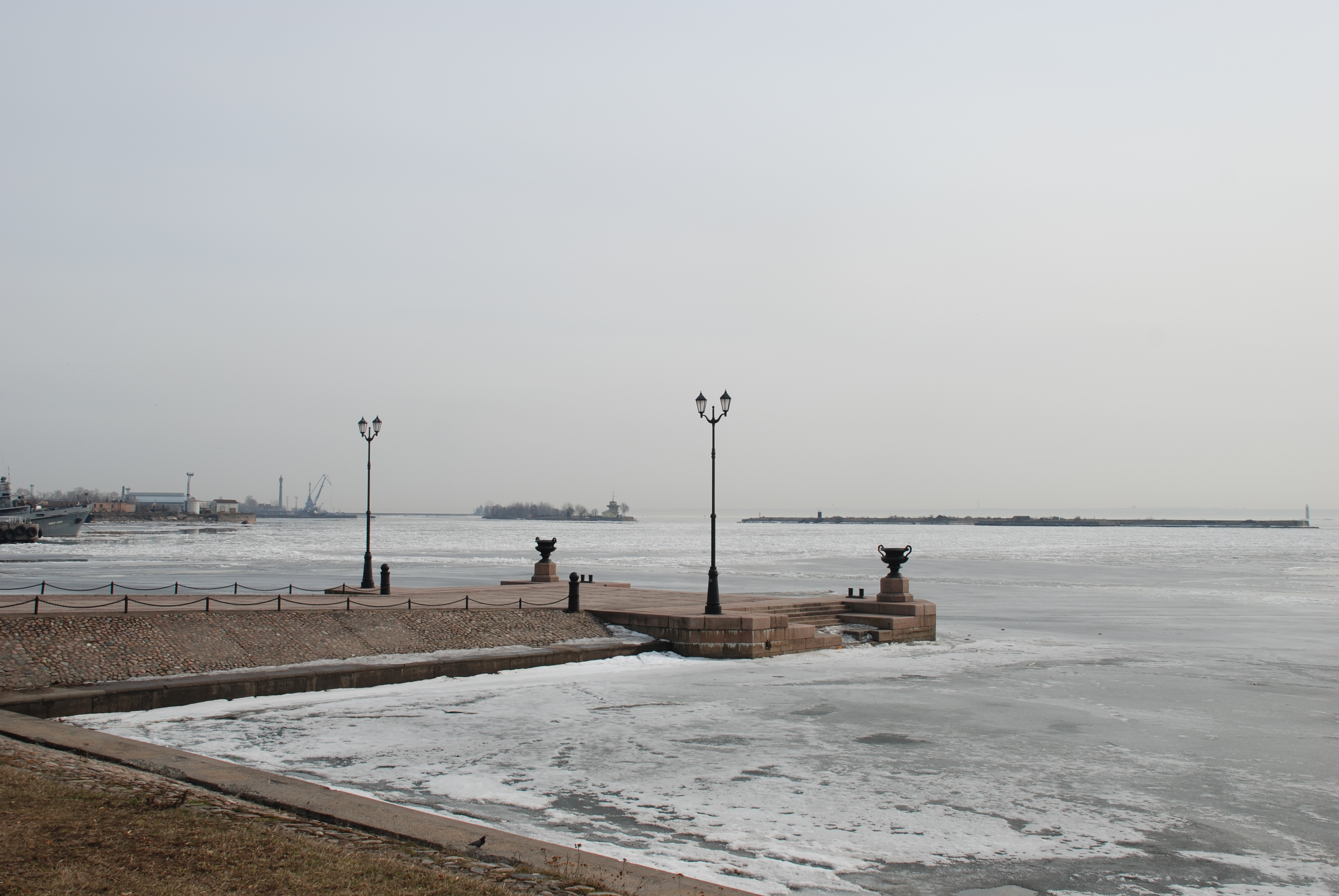
Kronstadt en hiver.
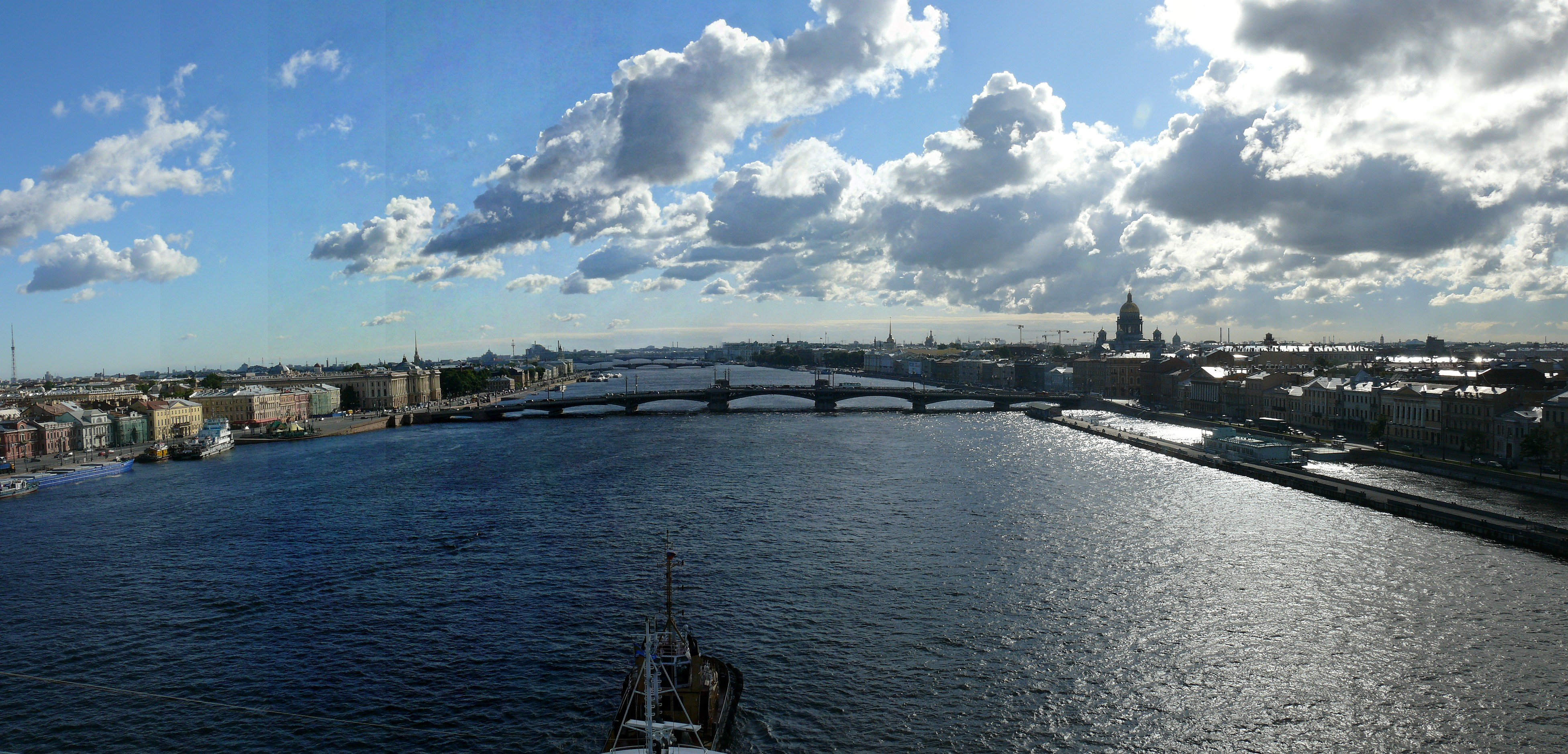
La Neva vue du golfe.
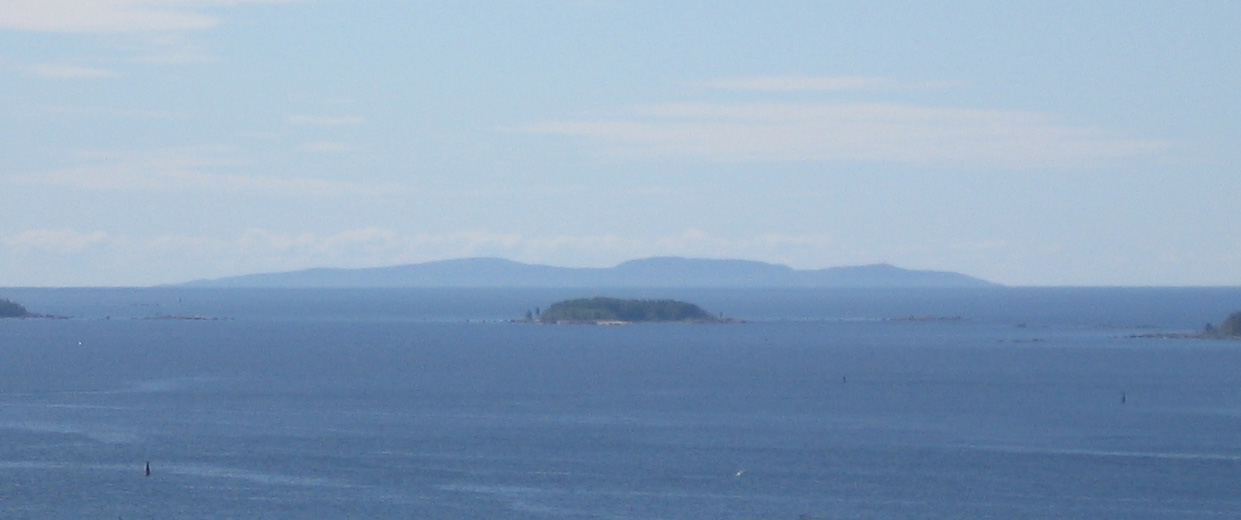
Suursaari vue de Kotka.

## Source de la traduction
- (en) Cet article est partiellement ou en totalité issu de l’article de Wikipédia en anglais intitulé « Gulf of Finland » (voir la liste des auteurs).